# Honduras
Honduras, officieel de Republiek Honduras (Spaans: República de Honduras) is een land in Centraal-Amerika, grenzend aan Guatemala, El Salvador en Nicaragua. In het noorden wordt Honduras begrensd door de Caribische Zee, in het zuiden door de Golf van Fonseca, een deel van de Grote Oceaan. De hoofdstad en tevens grootste stad van het land is Tegucigalpa gelegen in het Distrito Central.

## Geschiedenis
Toen Christoffel Columbus voet aan land zette in 1502 werd Honduras voornamelijk bewoond door Lenca's en Maya's. Tot 1821 stond het gebied onder Spaanse overheersing. De eerste jaren na de onafhankelijkheid maakte het deel uit van de Verenigde Staten van Centraal-Amerika, die in 1840 uit elkaar vielen. Honduras kwam onder invloed van Guatemala te staan, en later vooral onder de Verenigde Staten. De invloed van bananenbedrijven in het land werd zo groot, dat er van de 'bananenrepubliek' werd gesproken. In de twintigste eeuw wisselden democratisch en dictatoriaal bestuur elkaar af, en vocht Honduras de voetbaloorlog met El Salvador.

## Bestuurlijke indeling
Het land is opgedeeld achttien departementen en 282 gemeenten.

## Geografie
Honduras ligt op de landengte van Centraal-Amerika. Het grenst voor 224 kilometer aan Guatemala, aan El Salvador (391 km) en Nicaraqua (940 km). De Golf van Honduras, onderdeel van de Caribische Zee (kustlijn 669 km) ligt ten noorden van het land, en in het zuiden heeft het land een korte kustlijn (163 km) met de Grote Oceaan. Het oostpunt van het land is Kaap Gracias a Dios, gelegen op de plaats waar de Coco in de Caraïbische Zee uitmondt.
De in de Caraïbische Zee liggende Baai-eilanden en de Islas Santanilla (Zwaneneilanden) horen ook bij Honduras. Het land is overwegend bergachtig, al zijn er in het noorden en aan de kusten ook laagvlaktes. De hoogste berg is de Cerro Las Minas met een piek op 2870 meter.

### Natuur
In Honduras is onder andere het natuurreservaat Río Plátano en Pico Bonito het nationale park vlak bij La Ceiba met zijn bergtop van 2435m hoogte. Ongeveer 45% van het land is bedekt met bos (2018).

## Klimaat
Het grootste deel van het land heeft een tropisch regenwoudklimaat. De gemiddelde temperatuur is 26 °C. In het noorden valt het meest neerslag. Het bergland kent een semi-humide tropisch klimaat met een droge tijd van november/december tot april en een natte tijd van oktober tot december. Het land wordt regelmatig getroffen door orkanen, zoals "Fifi-Orlene" in 1974 en "Mitch", die eind 1998 veel schade aanrichtte.

## Politiek
Honduras is een democratie en een republiek. Het land is een oud-kolonie van Spanje en verkreeg zijn onafhankelijkheid in 1821. De huidige grondwet dateert uit 1982. Aan het hoofd van het land staat de president, die tevens regeringsleider is. Elke vier jaar zijn er verkiezingen. Honduras heeft een eenkamerparlement, het Nationaal congres, bestaand uit 128 leden. Er is één lid en één plaatsvervangend lid per 35.000 stemgerechtigden.
De belangrijkste partijen zijn de conservatieve of nationale Partido Nacional de Honduras (PNH) en de liberale Partido Liberal de Honduras (PLH).

### Presidenten
Op 28 juni 2009 werd president Manuel Zelaya uit zijn ambt gezet. Dat gebeurde naar aanleiding van diens, door wetgever en rechtspraak onwettig verklaarde, besluit om een referendum uit te schrijven, om te kunnen beslissen over het opzetten van een grondwetgevende vergadering om de grondwet te herschrijven. De tegenstanders van Zelaya, waaronder Roberto Micheletti, stelden dit voor als een maatregel om herverkiezing van de president mogelijk te maken. Bij de machtsovername door de politieke tegenstanders van Zelaya, waarbij het leger werd ingeschakeld, werd ook minister van Buitenlandse Zaken Patricia Rodas gevangengenomen. Nadat Zelaya werd verdreven volgden enkele dagen van hevige straatrellen tussen aanhangers van Zelaya en de ordetroepen.
Na verkiezingen op 29 november 2009 werd op 27 januari 2010 de toen 62-jarige Porfirio Lobo (PNH) als president beëdigd. Zijn termijn eindigde op 27 januari 2014. Hij werd opgevolgd door zijn partijgenoot Juan Orlando Hernández. Bij de verkiezingen in 2017 was Xiomara Castro, vrouw van de in 2009 afgezette president Manuel Zelaya, de running mate van de linkse kandidaat Salvador Nasralla. Hij verloor de verkiezingen met een kleine achterstand, maar internationale waarnemers stelden onregelmatigheden vast. Demonstraties tegen de uitslag werden hardhandig neergeslagen waarbij 23 mensen om het leven kwamen. In december 2021 won Xiomara Castro de presidentsverkiezingen met 53% van de stemmen. Castro, van de partij Libertad y Refundación (LIBRE, Vrijheid en Heroprichting), is op 27 januari 2022 geïnstalleerd en is de eerste vrouwelijke president van het land.

## Bevolking

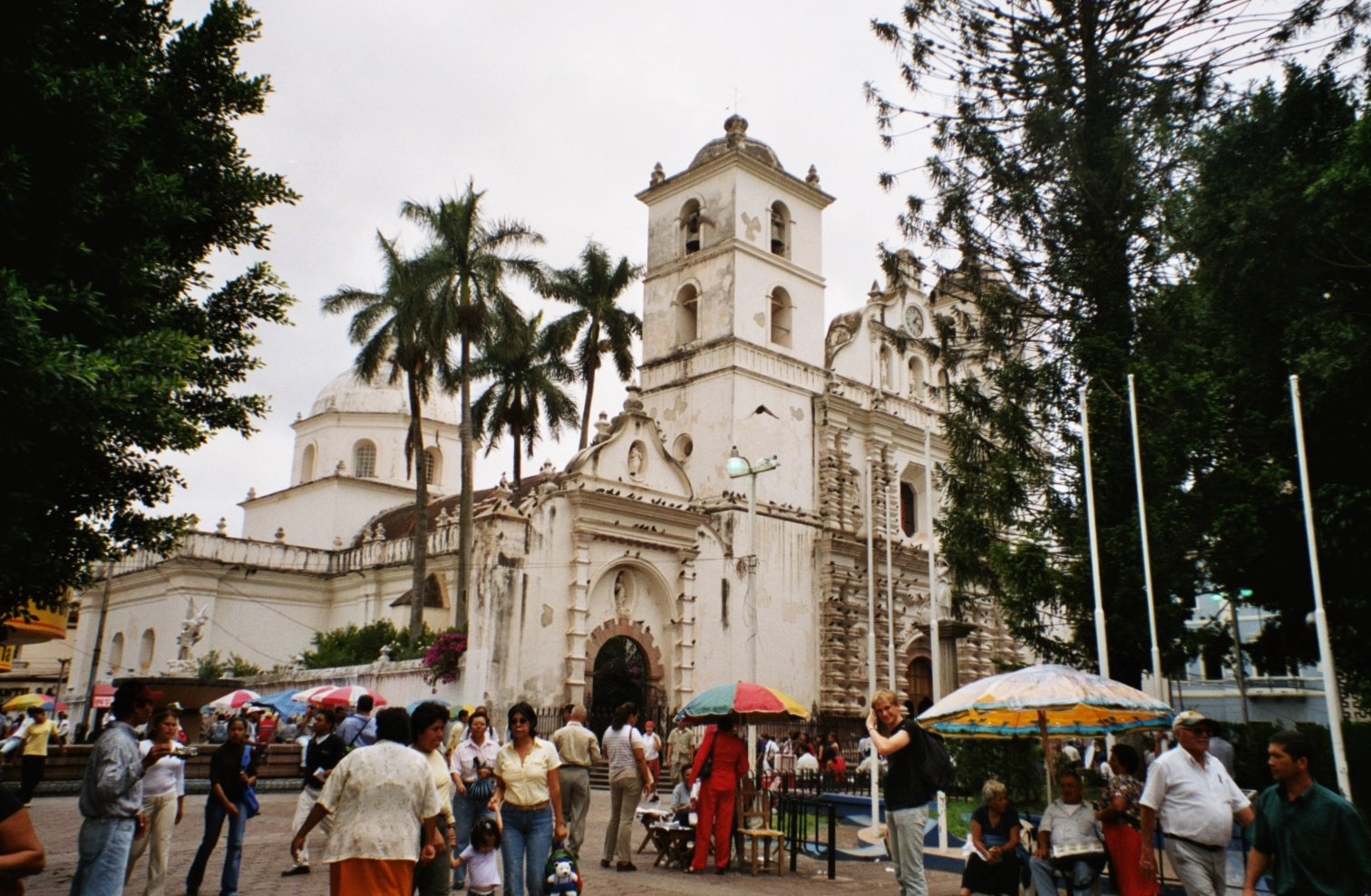
De kathedraal van Tegucigalpa

### Demografie
Gegevens omtrent bevolkingsaantallen verschillen per bron.  De verschillen worden veroorzaakt door verschillen in de telmethode. Sommige tellingen gaan uit van het aantal ingeschrevenen in het bevolkingsregister, terwijl andere tellingen ook rekening houden met mensen die niet zijn ingeschreven in het bevolkingsregister. Onder de arme delen van de bevolking komt het vaak voor dat kinderen niet worden ingeschreven, omdat dit in Honduras lange tijd meer nadelen dan voordelen opleverde. Ten tijde van de dictatoriale regimes was het vaak veiliger om onvindbaar te zijn voor de overheid, iets waar tot in de jaren negentig nog rekening mee werd gehouden door de bevolking. Bovendien levert ingeschreven zijn in het bevolkingsregister onaangenaamheden op zoals het moeten betalen van belastingen.
In juli 2021 waren er 9,3 miljoen inwoners volgens de CIA. Hiervan was 30% in de leeftijdsgroep van 1 tot 14 jaar en iets meer dan 5% was ouder van 65 jaar. De mediane leeftijd van de totale bevolking was 24,4 jaar in 2020. De gemiddelde verwachte levensduur bij geboorte is zo'n 75 jaar. De bevolking groeit nog met ruim 1% op jaarbasis. Het land heeft te maken met een emigratieoverschot.

### Grootste plaatsen
In 2021 woonde 59% van de bevolking in de steden. De hoofdstad is Distrito Central, een fusie van Comayagüela en Tegucigalpa. Andere gemeenten met meer dan 100.000 inwoners zijn: Catacamas, Choloma, Choluteca, Comayagua, Danlí, El Progreso, Juticalpa, La Ceiba, Olanchito, Puerto Cortés, San Pedro Sula, Siguatepeque, Tela en Villanueva.

### Bevolkingsgroepen

#### Ladino’s
Ladino’s zijn afstammelingen van de Spanjaarden. In Honduras wonen bijna geen “pure” Spanjaarden, maar er heeft grootscheepse vermenging plaatsgevonden tussen Spanjaarden en indiaanse bevolkingsgroepen. Deze bevolkingsgroep is met 90% van het totaal de dominante groep. De taal van de Ladino’s is de taal van Honduras: Spaans.

#### Indígena’s
Indianen wonen voornamelijk in La Mosquitia, een slecht toegankelijke regio in het grensgebied met Nicaragua. De grootste groep zijn de Miskito indianen. Zij wonen in dorpjes van kleine houten huisje op palen, aan de kust. De voornaamste voedselbron bestaat dan ook uit vis. Miskito indianen verlaten hun gebied maar zelden.
In La Mosquitia wonen ook de Pech-indianen. Zij hebben zich meer in het binnenland langs de rivieren gevestigd, en hun behuizing beperkt zich traditioneel tot een verhoogde vloer en dak van bamboe, met soms één of twee schutten tegen de wind.
De Lenca’s waren oorspronkelijk de grootste indianengroep in Honduras. Zij zijn grotendeels opgegaan in de Ladino’s, maar in sommige dorpen in het binnenland beweren de bewoners dat zij nog originele Lenca’s zijn.
Ook de Mayas hebben zich sterk vermengd met de andere bevolkingsgroepen. In de omgeving van Copán zijn nog enkele afstammelingen van Mayas te vinden, die tegenwoordig Chortí indianen genoemd worden. Hun taal en cultuur is die van de Ladino’s. In Guatemala bevinden zich nederzettingen waar de Chortí taal en cultuur bewaard zijn gebleven.
Andere indianengroepen in Honduras zijn de Payas en de van oorsprong nomadische Hicaques.
De Inheemse volken hebben hun krachten gebundeld in de Raad van Inheemse Volken van Honduras (COPINH). Zij hebben te maken met (internationaal gefinancierde) projecten van de overheid voor hun gebieden (bijvoorbeeld waterkrachtcentrales zoals in het bassin van de rivier Gualcarque), met houtkapbedrijven die illegaal bezig zijn en met plantage-eigenaren met uitbreidingsplannen. Op donderdag 3 maart 2016 werd COPINH-medeoprichtster Berta Cáceres, een Lenca, die opkwam voor het milieu en de rechten van de Inheemsen, 's nachts in haar huis vermoord. Tussen 2010 en 2014 waren al 101 actievoerders, velen "Indiaans", vermoord.

#### Garífunas
Garífunas (het officiële meervoud “Garinagu” wordt nooit gebruikt) zijn een volk dat langs de hele noordkust van Honduras woont. Zij zouden afstammen van Afrikaanse slaven die naar Amerika werden verscheept. Het schip leed schipbreuk en de overlevenden vestigden zich op het eiland St. Vincent. De Engelsen, die het eiland in bezit hadden, verscheepten ze vervolgens naar Roatán, voor de kust van Honduras. Uit eigen beweging vertrokken ze toen naar het vasteland, waar ze zich over de Caribische kust van Centraal-Amerika verspreidden met een grote concentratie in Honduras.
De taal van de Garífunas is het Garífuna, een mengsel van Afrikaanse talen, Spaans en Engels. Garífunas wonen traditioneel in hutten van palmbladeren op het strand, waar ze leven van visvangst. Langzamerhand vestigen Garífunas zich ook in de steden, met name in San Pedro Sula en La Ceiba.

#### Eilanders
Op de drie Baai Eilanden Utila, Roatán en Guanaja wonen nakomelingen van de Engelsen, die zich daar gevestigd hebben toen de eilanden in Engels bezit waren. In tegenstelling tot de andere etnische minderheden gaat het deze eilanders economisch beter dan de rest van de Hondurese bevolking. Zij verklaren dit uit het feit dat zij Engels spreken, waardoor ze eerder worden aangenomen op internationale vrachtschepen en meer van de wereld zien en begrijpen dan de Spaanssprekenden.
De relatieve welvaart op de eilanden zou ook veroorzaakt kunnen worden doordat de eilanden de enige locatie in Honduras zijn die door toeristen in Centraal-Amerika hoog op het prioriteitenlijstje worden gezet. Het toerisme is tegenwoordig dan ook de belangrijkste bron van inkomsten op de Baai Eilanden. Traditioneel wordt er op de eilanden geleefd van (harpoen-)visserij.

### Religie
Het overgrote deel van de bevolking (ongeveer 95%) is Christen. Onze-Lieve-Vrouw van Suyapa is de beschermheilige van Honduras. Het beleid van de opeenvolgende regeringen van 1821 tot 1957 is steeds duidelijk laïcistisch geweest. Sedert 1966 worden aan bijzondere scholen subsidies gegeven.

### Persvrijheid
Na de staatsgreep in 2009 wordt het voor journalisten steeds moeilijker om hun werk te doen en het is een van de dodelijkste landen op het westelijk halfrond voor journalisten. Ze worden vaak onderworpen aan pesterijen, intimidatiecampagnes en doodsbedreigingen, en sommigen worden gedwongen naar het buitenland te vluchten. De veiligheidstroepen, met name de militaire politie en het leger, zijn verantwoordelijk voor de meeste misstanden en geweld tegen de media. Volgens Verslaggevers Zonder Grenzen staat Honduras in 2021 op de 151e plaats wat persvrijheid betreft van de 180 landen die beoordeeld zijn.

## Bezienswaardigheden

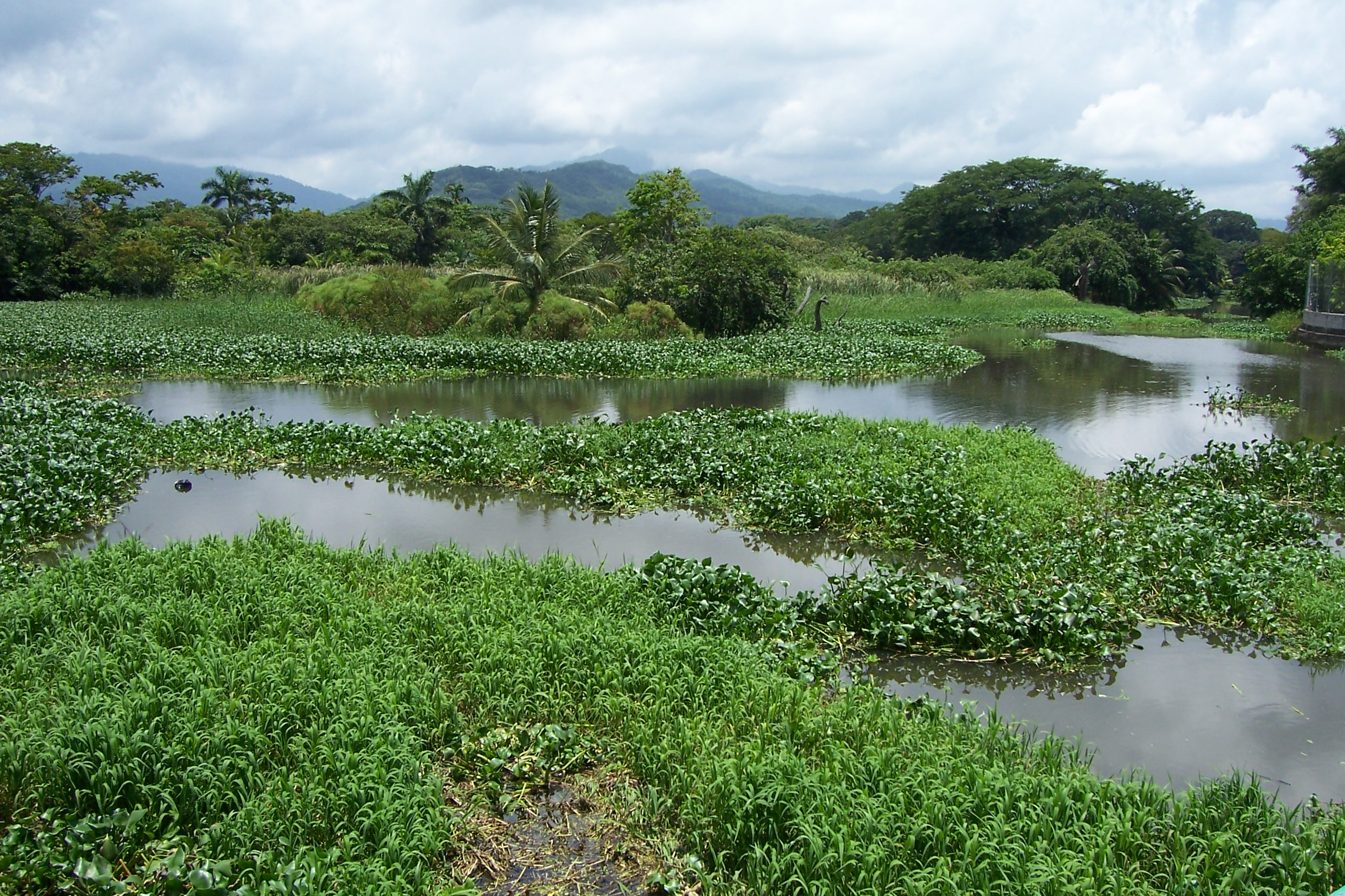
De delta van de Río Tela

- Ruinas de Copán. De duizenden jaren oude ruïnes van een van de belangrijkste steden van de Maya's, de oorspronkelijke bewoners van Centraal-Amerika. Vanaf Siguatepeque zeker 5 uur per auto.
- Pulhapanzák-watervallen. Een schitterend natuurpark met een systeem van watervallen met als hoogtepunt de grootste waterval waar de rivier Rio Lindo (mooie rivier) meer dan 100 meter omlaag valt.
- Meer van Yojoa. Het grootste natuurlijke meer van Honduras. Heel mooi omringd door bergen. De weg van San Pedro Sula naar Siguatepeque gaat langs het meer.
- Grotten van Taulabé. Grotten op ongeveer 40 minuten van Siguatepeque ook langs de weg naar San Pedro Sula. Het einde van de grotten is nog niet ontdekt.
- Botanische tuin Lancetilla. Een bijzonder uitgestrekte botanisch park niet ver van Tela gelegen, waar een collectie aan vegetatie te bewonderen is.
- Baai-eilanden. De tropische eilanden Roatán, Guanaja en Utila. De voertaal is er Engels door de oude Engelse invloed in het Caraïbische gebied. Men kan erheen vliegen met een vliegtuigje van La Ceiba, Tegucigalpa of San Pedro Sula.
- El Cajón. Het tweede grote meer in Honduras is een stuwmeer dat de belangrijkste energievoorziening is van Honduras.

## Economie
Als een van de armste landen van Amerika groeit de economie enigszins, maar de kloof tussen arm en rijk blijft onverminderd groot. In 2018 leeft bijna 50% van de bevolking onder de armoedegrens.
- bruto nationaal product: US$ 24.145 miljoen (2019), de dienstensector is het grootst met een aandeel van 59% en de landbouw heeft een aandeel van 14% (2017)
- Beroepsbevolking, ca. 3,7 miljoen (2017), waarvan 40% werkzaam is in de agrarische sector.
- inflatie: ca. 4% (2017-2019)
- voornaamste exportproducten: textiel, koffie, bananen, palmolie. De import bestaat uit olie en olieproducten, textiel en medicijnen.
- voornaamste handelspartners: Verenigde Staten, Volksrepubliek China en de buurlanden.

### Armoede
Honduras is een van de landen in Latijns-Amerika met het hoogste percentage aan armoede. Volgens het Ontwikkelingsprogramma van de Verenigde Naties leeft 48,3% van de bevolking onder de armoedegrens.

### Misdaad
Uit onderzoek van de VN blijkt Honduras het meest gewelddadige land ter wereld te zijn met jaarlijks 90 moorden per 100.000 bewoners. Ter vergelijking: Mexico scoort 21, de Verenigde Staten net onder de 5 en Nederland rond de 1.

## Verkeer en vervoer
Per bus is Honduras goed te verkennen. Er zijn meerdere vliegvelden waarvan de twee grootste in de hoofdstad Tegucigalpa en de industriestad San Pedro Sula gesitueerd zijn. Verder zijn er nog wat kleinere vliegveldjes en strips die de wat afgelegen toeristische attracties bedienen.

## Eten en drinken
De traditionele maaltijd in Honduras bestaat uit tortilla's van maismeel (in het binnenland) of tarwemeel (aan de kust), met daarbij bonen en rijst. Wanneer een maaltijd wat meer luxe moet hebben, komt daar vaak kip bij, of ook kaas, een avocado, een gebakken banaan en wat room. Aan de kust wordt ook regelmatig vis gegeten.
Een aantal bekende wat meer uitbundige gerechten zijn:
- Pollo frito of pollo asado: gebraden kip
- Bistec a la parilla: gegrild, mager rundvlees
- Carne asado: gebraden vlees
- Pinchos: een brochette van vlees met ui, paprika en tomaat

Frisdranken zijn in overvloed verkrijgbaar. Tropical is een populaire limonadedrank met prik, die in verschillende smaken geleverd wordt. Wanneer een frisdrank wordt gekocht in een kleine pulpería (een winkel-van-sinkel) is het gebruikelijk dat het flesje wordt leeggegoten in een plastic zakje, dat met een rietje aan de koper wordt aangeboden. Op die manier is de winkelier er zeker van dat hij het flesje weer terugkrijgt, in verband met het statiegeld.